# Don Beery
Donald Patterson Beery (23. února 1920, Fort Wayne – 2. dubna 2016, Tucson) byl americký profesionální basketbalový hráč. V letech 1941 a 1942 hrál za tým Fort Wayne Zollner Pistons, který dnes nese jméno Detroit Pistons, v Národní basketbalové lize. Dosahoval skóre v průměru 0,7 bodů na zápas.
Během druhé světové války sloužil v armádě. Za své zásluhy získal Stříbrnou hvězdu, Bronzovou hvězdu a Purpurové srdce.

## Život
Don Berry se narodil 23. února 1920 ve městě Fort Wayne v Indianě Royovi a Anně Beeryovým jako jeden ze 4 dětí. Navštěvoval školu v South Side a v roce 1938 se stal členem národní basketbalové reprezentace. V roce 1940 nastoupil do společnosti Zollner Corporation. Mezi lety 1941 a 1942 hrál v NBL, poté vstoupil do armády a podílel se na invazi do Francie. Když se vrátil z Evropy, začal znovu pracovat ve svém bývalém zaměstnání, a to až do roku 1979, kdy odešel do důchodu. V roce 1987 se se svou ženou Esther Renner Beery přestěhovali do Tucsonu v Arizoně, kde dožil zbytek svého života.